# Xerotyphlops socotranus
Xerotyphlops socotranus es una especie de serpientes de la familia Typhlopidae.

## Distribución geográfica yhábitat
Es endémica de Socotra (Yemen). Su rango altitudinal oscila entre 30 y 550 m s. n. m..